# Pénzügyminisztérium
A Pénzügyminisztérium (PM) az állam pénzügyeinek intézésével megbízott szerve. Fő feladata előkészíteni és kidolgozni a kormány pénzügypolitikájára vonatkozó javaslatokat, összehangolni a pénzügypolitikát a monetáris politikával, gondoskodni a kormányzati intézkedések összhangjáról és a gazdasági stratégia pénzügy-politikai kereteinek meghatározásáról.

## Feladatai
- előkészíteni és kidolgozni a kormány pénzügypolitikájára vonatkozó javaslatokat
- összehangolni a pénzügypolitikát a monetáris politikával
- a kormányzati intézkedések összhangjának megvalósítása
- a gazdasági stratégia pénzügy-politikai kereteinek meghatározása
- előrejelzéseket készít a makrofolyamatok alakulásáról
- közreműködik a kormány gazdaságpolitikai programjának kidolgozásában
- az államot illető befizetésekre - adók, illetékek, vámok - vonatkozó javaslatok, az adózás, vámeljárás rendjére vonatkozó jogszabályok tervezetének kidolgozása. Ebben a körben külön felhatalmazás alapján szabályozási feladatokat is ellát.
- a pénz- és tőkepiaci, a biztosítási rendszer fejlesztésére, szabályozására vonatkozó javaslatok kidolgozása
- a szerencsejátékok szervezésére vonatkozó szabályok kidolgozása
- az önkéntes kölcsönös biztosító pénztárak működésének vonatkozó szabályok kidolgozása
- az önkormányzatok gazdálkodásával kapcsolatos szabályok kidolgozása
- a társadalombiztosítás költségvetésével, gazdálkodásával kapcsolatos kormányzati feladatok[1]

## Története

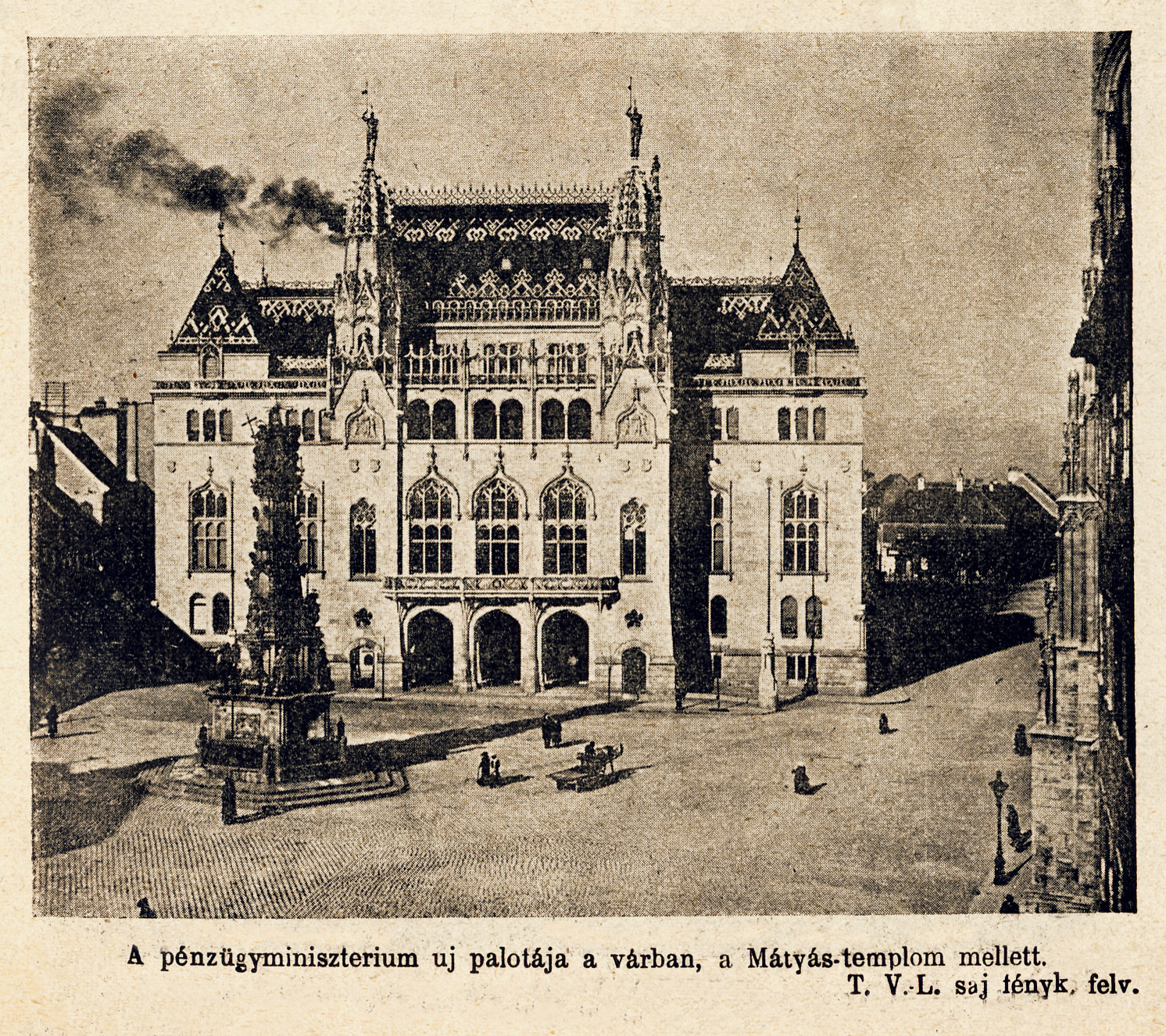
A Pénzügyminisztérium új épülete a budai várban 1906-ban

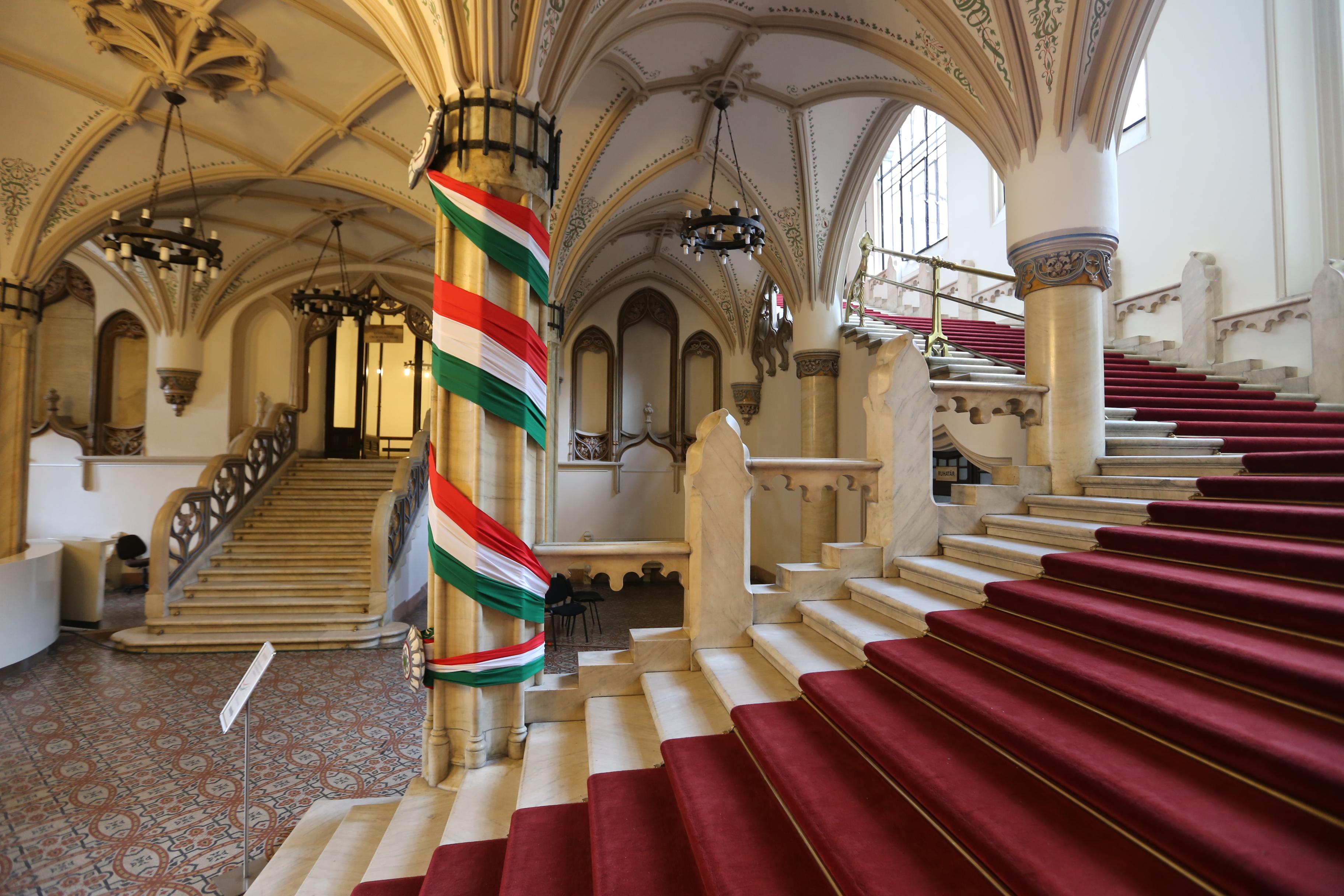
Az egykori Pénzügyminisztérium aulája

Magyarországon a pénzügyek kormányzati irányítását először az 1848–49-es forradalom és szabadságharc idején szervezték meg, amikor is egy rövid időre az ország visszaszerezte függetlenségét a török hódítást követően. A Pénzügyminisztérium 1848. május 1-jén kezdte meg működését Kossuth Lajos vezetésével. A szabadságharc leverését követően a pénzügyek irányítása ismét a bécsi udvar kezébe került, Magyarországon csak országos pénzügyi igazgatóságok működtek tovább. Az 1867-es kiegyezést követően új közjogi helyzet alakult ki az Ausztria és Magyarország között létrejött államszövetség miatt. Ismét megalakult a független magyar pénzügyminisztérium, amely a közös ügyeket nem érintő pénzügyi kérdésekben teljesen önálló volt. Az első pénzügyminiszter, Lónyay Menyhért szervezte meg a minisztérium munkáját, a hivatalos nyelv a magyar lett.
Első épülete a Budai Várban volt.
A Pénzügyminisztérium az első világháborút követően teljesen önállóvá vált a lényegesen kisebb területre szorult Magyarországon. A második világháborút követően pedig a két alkalommal bekövetkezett rendszerváltás alapvetően módosította feladatait. A Pénzügyminisztérium 1947-ben költözött a József nádor térre, az Alpár Ignác tervezte Magyar Általános Hitelbank korábbi épületébe. Az államosításokat követően a minisztériumban a korábbi ügyosztályok helyett a tervgazdálkodás követelményeinek megfelelő főosztályokat hoztak létre. Az 1960-as évek végén, az új gazdasági mechanizmus bevezetése során teremtették meg a jelenlegihez hasonló szervezeti kereteket. Ekkor a pénzügypolitika került előtérbe, a költségvetés bevételeinek és kiadásainak összehangolása pénzügy-politikai feladattá vált. Az állami költségvetés kidolgozása mellett a minisztérium tennivalói közé került a pénzügyi szabályozó rendszer, valamint hitelpolitikai irányelvek kidolgozása is. A minisztérium életében meghatározó időszakot jelentett az adóreform, amelyre a rendszerváltás előtt, 1988-ban került sor.
A rendszerváltás során  az Országos Tervhivatal beolvadt a Pénzügyminisztériumba, amely így a gazdaságpolitika centrumává vált.
2010-ben a második Orbán-kormány több mint 160 év után megszüntette a minisztériumot. Feladatait az újonnan létrejövő Nemzetgazdasági Minisztérium vette át. A minisztériumnak 2018-tól, a negyedik Orbán-kormány megalakulásától, újra  Pénzügyminisztérium a neve. Vezetője Varga Mihály miniszter. 2024-ben arról született döntés, a hogy Pénzügyminisztérium 2024. december 31-én ismét megszűnik és beleolvad a Nemzetgazdasági Minisztériumba. Nagy Márton nemzetgazdasági miniszter lett a kormány gazdasági csúcsminisztere, míg Varga Mihály korábbi pénzügyminiszter 2025. március 4-től a Magyar Nemzeti Bank elnöke lett. Az egykori Pénzügyminisztérium palotájának felújítása 2025-re befejeződött, az épületbe a Belügyminisztérium költözött.

## Magyar pénzügyminiszterek
Magyarország első pénzügyminisztere Kossuth Lajos volt, az 1848-as Batthyány-kormányban. A leghosszabb időtartamot Lukács László (1895.I.15.-1905.VI.18. és 1910.I.17.-1912.IV.22.) töltött be pénzügyminiszterként (4633 nap), a legrövidebbet Peidl Gyula miniszterelnökként (1919.VIII.2.-1919.VIII.6.), mindössze 4 napot.